# Tumansky RD-9

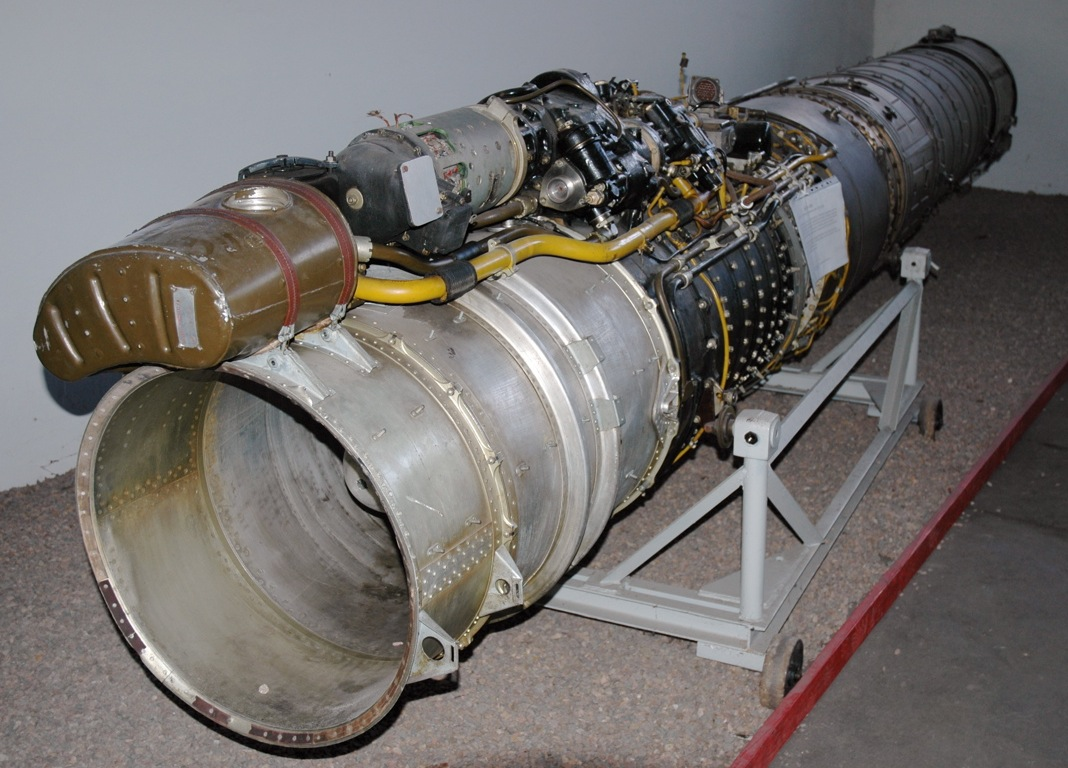
Motor Tumansky RD-9B preservado

O Tumansky RD-9 (inicialmente designada Mikulin AM-5) foi um dos primeiros motores turbojatos soviéticos sem base nos projetos preexistentes alemães ou britânicos. O AM-5 estava disponível em 1952 e concluiu os testes em 1953; produzia 25,5 kN (5 700 lbf) de empuxo sem pós-combustão. AM-5 motor é notável por tornar possível o primeiro interceptor supersônico soviético, o MiG-19 e o primeiro interceptor projetado para operar em qualquer situação climática, o Yak-25. Quando Sergei Tumansky substituiu Alexander Mikulin como o designer chefe da OKB-24, em 1956, o motor foi renomeado como RD-9.[carece de fontes?]

O motor foi mais tarde construído sob licença na China, como o WP-6.

## Variantes e aplicações

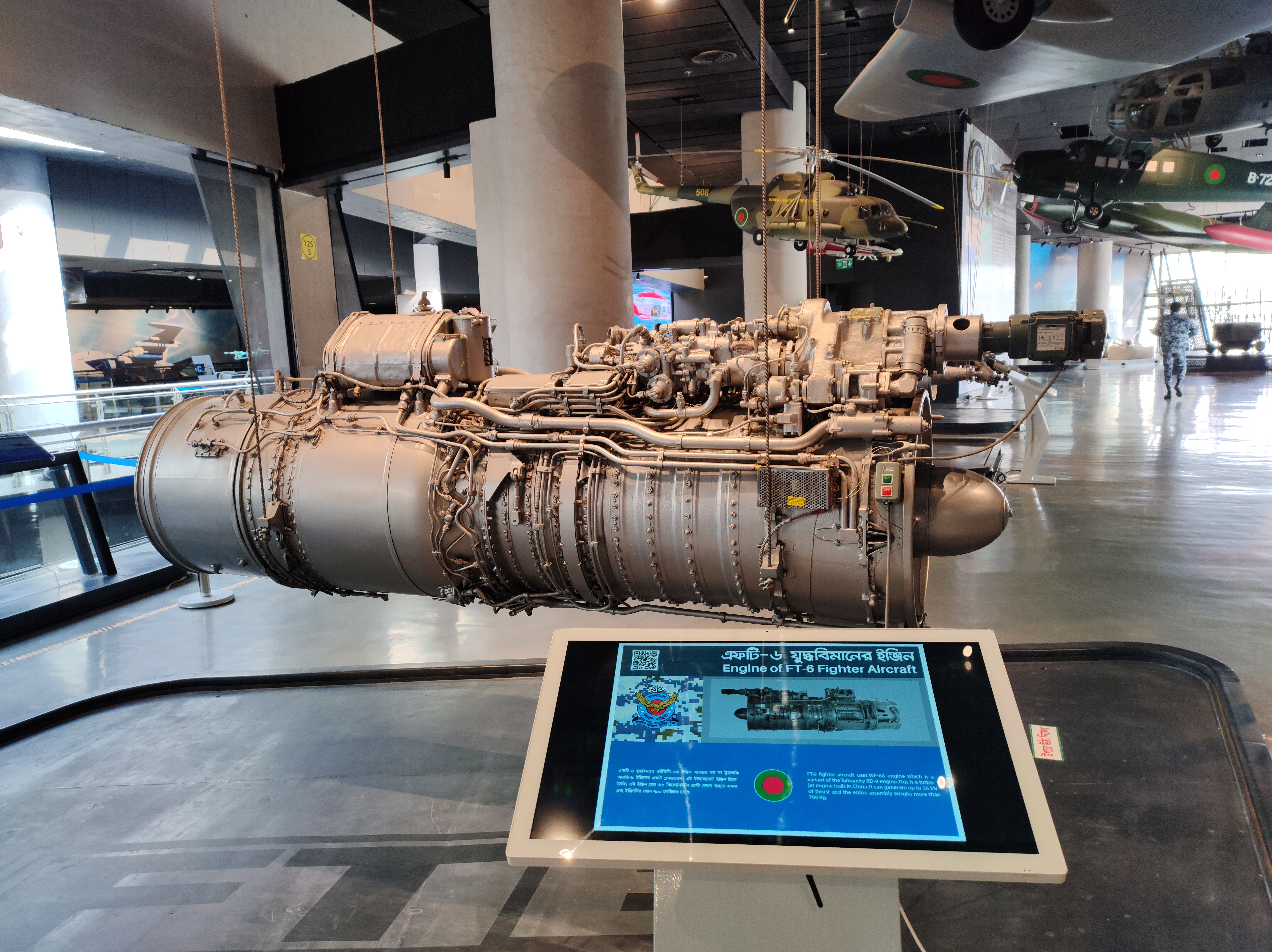
Versão chinesa do RD-9 produzida sob licença pela China.

RD-9A
RD-9B
Usado na alemanha Oriental, no projeto do avião civil Baade 152, em 1958 e 1959, substituído quando os motores Pirna 014 tornaram-se disponíveis.
RD-9AK
Versões sem pós-combustão para o Yak-25 e Yak-26.
RD-9AF-300
Versão com pós-combustão para o Yak-27 e Yak-28.
RD-9AF2-300
Versão com pós-combustão para o Yak-27 e Yak-28.
RD-9B
Versão com pós-combustão para os primeiros MiG-19s.
RD-9BF-811
Versão com pós-combustão para os MiG-19s posteriores.
RD-9V
Versão com pós-combustão usada no Ilyushin Il-40P.
WP-6
Versão chinesa para o Shenyang J-6.
NK-TJ
Versão norte coreana para o MiG-19 e Shenyang J-6

## Especificações (RD-9BF-811)
- Tipo:turbojato
- Comprimento:5,560 m
- Diâmetro:0,67 m
- Peso: 725 kg
- Empuxo: 3 000 Kgf (29 kN), 3 750 kgF (37 kN) com pós-combustor